# محمود عبد الوهاب فايد
محمود عبد الوهاب فايد (1339 هـ / 1921م - 1418 هـ / 1997م)، ولد في 30 نوفمبر 1921 في قرية دمنكة، مركز دسوق محافظة كفر الشيخ بمصر. حصل على الشهادة الابتدائية من معهد دسوق الديني 1937 وعلى الثانوية من معهد طنطا سنة 1942 وعلى العالمية من كلية أصول الدين سنة 1946 وعلى العالمية مع إجازة التدريس سنة 1948.

## الحالة الاجتماعية
متزوج وله ابنان وأربع بنات تزوجوا جميعا. الابن الأكبر يعمل مهندسا زراعيا، والابن الأصغر تخرج في كلية التجارة بجامعة القاهرة، والبنت الكبرى تخرجت من كلية الآداب والبنات الثلاث الأخريات تخرجن من كلية الطب ويعملن الآن طبيبات داخل جمهورية مصر العربية والجميع قد درسوا العلوم الشرعية إلى جانب تخصصاتهم الأخرى ويعملون في مجال الدعوة.

## سيرته
ولد محمود عبد الوهاب فايد، سنة 1339 هـ / 1921 في قرية «دمينكة» التابعة لمركز كفر الشيخ. أسرته معروفة بالعلم والدين؛ حيث كان والده معروفًا بالعلم والصلاح، وكان جده مبروك عالماً شرعياً، كما كان أخوه الأكبر مأذون القرية ويُعرف بتدينه، بينما شغل أخوه الذي يليه د. عبد الرحمن منصب مدرس في كلية أصول الدين بالجامع الأزهر، وكان ابن عمه محمد عبد الغني واعظاً بالأزهر.
حفظ محمود عبدالوهاب القرآن الكريم على يد والده، ثم التحق بمعهد دسوق الديني التابع للأزهر. تعرض لحادثة في المعهد أدت إلى فصله، لكنه أعيد مرة أخرى. بعد إتمامه دراسته في المعهد، انتقل إلى معهد طنطا الثانوي لاستكمال دراسته، حيث تم فصله وسجنه بسبب حادثة وقعت له، والتي سيتم ذكر تفاصيلها لاحقًا.

## من لطائف ما جرى عليه أنه قال
"صليت بالناس إماماً في مسجد كبير بالأرياف صلاة المغرب ولم أجهر بقراءة البسملة في الفاتحة، وبعد الصلاة نادى أحدهم بالناس إن صلاتكم باطلة، وأمر بإعادتها، فأقيمت الصلاة وصلى الشيخ خلف هذا المنادي، وبعد الصلاة ذهب إليه وقال: أحب أن أعلم الخطأ الذي استوجب بطلان الصلاة فقال: لأنك لم تُبسمل أول الفاتحة!!

## من مواقفه المشرفة
عقب الهزيمة المذلة سنة 1387/1967 طالب بمحاكمة الرئيس المصري عبد الناصر، فعزله من مناصبه بقرار جمهوري، وحاول بعض العلماء التدخل لدى الرئيس فأجابهم بشرط أن يحضروا منه التماساً بذلك، فذهب إليه الشيخ عبد الحليم محمود ليعرض عليه هذا الأمر فرفض الشيخ بإباء، وقال: «أنا طالبت بمحاكمته ولم أطالب بإدانته، وفي المحكمة تنكشف الحقائق، ثم قال: عندما أُخبرت بقرار الفصل بالهاتف صليت ركعتين لله، ثم قلت: اللهم فارزقني وأنا من اليوم عبد خالص لك، وقد استجاب الله لي وأراحني من الذهاب والإياب، وأنا لدي مكتبة عامرة بالكتب ورثتها عن آبائي وأجدادي واشتريت المزيد فأنا أعكف على المطالعة والتأليف، ويأتيني من الرزق أضعاف ما كنت أتقاضاه من الوظيفة، وأحمد الله على نعمه، إنني أقول وقد وسّع الله علي، يا الله: لقد أرادوا أن يذلوني فأعززتني، لا أذل وأنا عبدك؛ عبد العزيز، وأرادوا أن يضعفوني فقويتني، لا أضعف وأنا عبدك؛ عبد القوي، وأرادوا أن يفقروني فأغنيتني، لا أفتقر وأنا عبدك؛ عبد الغني».وهذا موقف جليل منه في زمن الطغيان.
من المواقف المضيئة ما حدث حين أساء شيخ الأزهر عبد الرحمن تاج إلى منصبه وإلى الأزهر بممالأته للثوريين الناصريين وتقصيره في شأن الأزهر والأزهريين بل الإسلام والمسلمين، فهاجم شيخ الأزهر على سكوته وكتب مقالاً شهيراً سماه: «بسم الله والله أكبر فليستقل شيخ الأزهر»، ووجد المقال قبولاً كبيراً ورضى لدى جمهرة الأزهريين، فنقل الشيخ محمود نقلاً تأديباً من معهد منوف إلى معهد قنا، ثم أوقُف راتبه وأُحيل إلى مجلس تأديبي، وفي ذلك المجلس نجاه الله ونصره على من عاداه، وعاد إلى معهده.
وقد شجعه والده في ذلك الموقف بقوله له لما استشاره: «أنا لا يعنيني أن تُنقل إلى قنا أو تبقى هنا إنما يعنيني فقط أن تلزم جانب الحق في كل ما تقول». من مواقفه ما حدث له أثناء الدراسة في معهد طنطا الثانوي، فقد اعترض الطلاب على كتاب يدرس في كلية الآداب فيه مساس برسول الله فثاروا وأضربوا عن الحضور إلى المعهد فبادر شيخ المعهد بفصل نفر منهم، فقام الشيخ محمود فايد بإلقاء قصيدة يعترض فيها على الفصل، فعوقب بالفصل والسجن!!
من المواقف أنه كان قد تخرج في كلية أصول الدين في الأزهر سنة 1376/1946، وكان الأول على الطلاب، فدعي الطلاب الأوائل إلى حفلة يحضرها الملك فاروق ويصافح فيها الخريجين، وأُمر الجميع بالانحناء عند المصافحة لكن الشيخ أبى وصافحه وهو منتصب القامة مرفوع الرأس، وبسبب هذا الموقف صدر الأمر بتعيينه في سوهاج بالصعيد خلافاً لما جرى عليه العرف من تعيين الأوائل في القاهرة.
من مواقفه العظيمة أن عبد الناصر استهزأ مرة بالعلماء وهون من شأنهم، واتهمهم ببيع الفتاوى بالفراخ وأعلن ذلك في إحدى الخطب، فما كان من الشيخ محمود فايد إلا أن كتب مقالاً في مجلة الاعتصام عدد ربيع الأول سنة 1381/1961 في أوج الطغيان والخوف قال فيه بعد كلام غمز فيه من جانب الجيش واتهمه بموالاة الملك السابق يوم كان الشيخ يحارب الفساد: "... هل يجوز يا سيادة الرئيس أن يُذاع على العالم وبجميع اللغات ومن رئيس الجمهورية العربية نفسه مثل هذا الكلام؟! لقد فاتك أن تعقب بأن كثيراً من ذوي العمائم كان لهم مواقف كريمة وغيرة مشكورة، وإحساس مرهف، وإنك لتعرف بعضهم، ولبعضهم عليك فضل، ومن فضل الله أن شعبنا فاضل واع ذكي أريب، يعرف مقاييس الرجال، ويميز الخبيث من الطيب.
وختاماً: يكفي العلماء العاملين شرفاً وفخراً أن أحكم الحاكمين زكاهم ورفع قدرهم وخلد ذكرهم فقال سبحانه: «يرفع الله الذين آمنوا منكم والذين أوتوا العلم درجات» ويكفيهم في المدح والثناء قول أفضل البشر: «العلماء ورثة الأنبياء». وهذا الكلام خطير وصعب أن يواجه به زعيم طاغية ظالم مثل عبد الناصر لكن الشيخ محمود فايد كان من طراز فريد من العلماء.
من مواقفه المشرفة مقالان نُشر أحدهما أيام فاروق والآخر أيام عبد الناصر، قال في الأول يصف حال المسلمين:
«ملوكهم وحكامهم معنيون بمناصبهم، همهم أن تَسْلم لهم... يسالمون عِداهم، ويذلون رعاياهم، يجمعون المال من دم الفلاحين وعرق الكادحين لينفقوه على ملذاتهم، ويبعثروه على شهواتهم، طوراً ينثرونه على موائد القمار ودور اللهو وكؤوس الشراب، وحيناً يبذلونه في مخاصرة النساء وسماع الغناء وما تتطلبه الليالي الحمراء، والويل شر الويل لمن تسول له نفسه أن ينكر عليهم أو يزجي النصح لهم فجزاؤه السجن وإن شئت فقل الإعدام».
وفي النص الآخر أيام عبد الناصر قال مخاطباً له:
«يا سيادة الرئيس: هذه الأموال الباهظة التي تنفق في غير موضعها، هذه المكافآت السخية التي تصرف من مال الدولة على الممثلين والممثلات، والراقصين والراقصات، والمغنين والمغنيات. قلت يا سيادة الرئيس إنك تريد أن تطهر المجتمع من عوامل الحقد والأنانية والفساد والبغضاء، ومقتضى هذا المنطق أن تُقلم أظافر أولئك المترفين».
من مواقفه القوية أن فرقة راقصة من بلد شيوعي أرادت أن تقيم حفلاً في ميدان الحسين!! في رمضان سنة 1387، فانتهز الشيخ محمود فرصة إقامة الجمعية حفلاً في ذكرى غزوة بدر فتكلم قائلا:
«أخزى الله هؤلاء السفهاء، لقد بلغ بهم السخف أن يحيوا رمضان بالمنكرات، وفي أي مكان ؟ في ميدان الحسين بين مسجده وبين إدارة الأزهر ومشيخة الطرق الصوفية، يالها من إهانة متعمدة توجه لعمّار هذه المؤسسات الإسلامية، يا لها من إهانة توجه إلى شهر القرآن». وكان أحد المسؤولين حاضراً لذلك الحفل فأبلغ الخبر إلى حسين الشافعي نائب رئيس الجمهورية فأصدر أمره بالغاء الحفل، فكم نحن -اليوم- بحاجة إلى أمثال هؤلاء العلماء.
من مواقفه المشرفة رده على الأديب أحمد حسن الزيات عندما كتب مقالاً افتتاحياً في مجلة الأزهر الذي كان يرأس تحريرها، وكان في المقال كُفر واضح ظاهر ألا وهو تفضيل الوحدة الناصرية على الوحدة المحمدية!! وثار الصالحون في العالم الإسلامي ومنهم الأستاذ أبو الحسن الندوي، وثار الشيخ محمود فايد وكتب مقالاً شديداً رد فيه على الزياد، نسأل الله العافية من الضلال.

## الجانب الذي تميز به الشيخ
تميز الشيخ محمود فايد بميزة لم تكن لعالم في زمانه فيما أعلم، والله أعلم ألا وهي اطلاعه الواسع على أحداث بلاده في زمانه، وفقهه واقعَ قومه، وقد جعله هذا يسارع إلى الرد على المخالف أو المفسد، أو الضال، وذلك من خلال المنبر الذي سخره الله له وهي مجلة «الاعتصام»، وهي على أنها محدودة الانتشار لكن كان لها من يتلقف مقالاتها المهمة فيعيد نشرها في بعض الصحف السيارة الذائعة، وبعض تلك المقالات نشر في صحف المعارضة بعد توقيف مجلة «الاعتصام».
ولم يستثن الشيخ في رده أحداً، فهو يرد على كل من يرى وجوب الرد عليه أو مناقشته، فقد ر على عبد الناصر في أوج طغيانه، وعلى السادات، وعلى حسني مبارك، ورد على بعض الوزراء والكبراء، وعلى بعض المشايخ الضعاف أو أصحاب المواقف المنحرفة أو المتخاذلة.
ولقد جُمعت هذه الردود والمناقشات في كتاب ضخم اسمه صيحة الحق، وبعض هذه الردود والمناقشات آتت أكلها وثمارها فحصل بها تغيير ولله الحمد، إذن لم تكن كل تلك المقالات صرخة في وادٍ، ومن أهم ماجاء في الكتاب من ردود ومناقشات في ظني هو التالي، وأنصح القراء بقراءتها لأنها تعد مثل الوثائق التي تبين الأوضاع في أكبر بلد عربي وإسلامي رمته سهام الأعداء من كل جانب:
1. ردوده على الرئيس المصري أنور السادات في عدة مقالات، ومن أهم مارد عليه فيه مقولة السادات الشهيرة: «لا دين في السياسة ولا سياسة في الدين».
2. مقال يدعو فيه لعدم ترخيص الحزب الشيوعي.
3. مقال فَنّد فيه معاهدة الصلح بين مصر ودولة الصهاينة، ورد على العلماء الذين أيدوها.
4. عدة مقالات طالب فيها رؤساء مصر بتطبيق الشريعة الإسلامية وعدم التلكؤ في هذا الأمر العظيم، ورد على بعض أعمالهم المنافية للإسلام، وكان يسمي ثورة يوليو بالثورة المشؤومة، وقد شن حملة هائلة على عبد الناصر ووصف مخازيه وسيئاته على وجه مفصل.
5. مجموعة مقالات يرد فيها على العلمانيين الذين ينادون بفصل الدين عن الدولة، ويهمزون الشريعة ويلمزونها كعادتهم، ومِن أبرز تلك المقالات ردوده على أمينة السعيد ومحمد أحمد خلف الله وأمثالهما من المنحرفين والضالين.
6. مناقشاته لكبار العلماء فيما رأى أنهم قد أخطأوا فيه، فلم يترك أحداً منهم دون أن يرد عليه، فقد رد على عدد من شيوخ الأزهر، وكبار علماء عصره، ورد على المفتي محمد سيد طنطاوي فيما ذهب إليه من تحليل أنواع من الربا.
ومن أهم تلك الردود رده الرائع على شيخ الأزهر عبد الرحمن تاج، وقد ذكرت ذلك في ثنايا ترجمته، وأنصح كل عالم وشيخ وطالب علم بقراءة هذا المقال الجليل الذي كان له آثار ضخمة في مصر آنذاك.
ورد على د.محمد البهي الذي كان وزيراً للأزهر، ولم يمنعه ذلك الرد القوي من الثناء عليه وبيان محاسنه، وهذا من إنصافه.
 

## ميزات مقالاته
كان لمقالات الشيخ محمود فايد مزايا مهمة منها:
- التوسع والإطناب في العَرْض بما يقتضيه المقام فيوفيه حقه، ولا يغادر صغيرة ولا كبيرة مما يريد إيراده إلا ويوردها.
- مزَج كلامه بالآيات الجليلة والأحاديث الشريفة وكلام الفقهاء الضابطين، وهذا مما يُكسب مقالاته الهيبة والقوة.
- والشجاعة الظاهرة الواضحة في الرد والنقاش، والقوة في تقرير ما يريده، وبمعنى آخر إن مقالاته تخلو مما يُسمى بـ«المجاملة» التي جنت على كثير من الحقائق.
- المعاصرة لأحداث في البلاد ووقائع العباد، فمقالاته تعالج القضايا في وقتها وبالسرعة اللازمة للتأثير في نفوس قارئيها.
- الشمول في الردود فلا يترك حاكماً أو محكوماً يرى أن يرد عليه إلا ويبادر للرد فلا يخص بمقالاته طائفة أو طبقة من الناس، وهذا مما يضفي على مقالاته أهمية وجودة

## وظائفه ومناصبه
- عين وكيلاً عاماً للجمعية الشرعية.
- عُين رئيساً للجمعية الشرعية بمصر وذلك بعد وفاة الشيخ العالم عبد اللطيف المشتهري، وظل في رئاستها منذ 1/3/1416 – 28/8/1995 إلى 6/2/1418 – 11/6/1997، وذلك تاريخ وفاته تعالى.

وكان كل من يلي رئاسة الجمعية يلقب بإمام أهل السنة، وكان ذلك الوصف -في ظني- منطبقاً على الشيخ محمود فايد إلى درجة كبيرة من الانطباق، وذلك أن من أعظم خصائص أئمة السنة في كل زمان ومكان هو قول الحق وعدم خشية أحد فيه، وأحسب أن الشيخ كان من هؤلاء والله حسيبه ولا أزكي على الله أحداً.
- قد عُين أيضاً رائداً دينياً لمدينة البعوث في الأزهر، وكان مؤثراً على الطلبة الوافدين إلى الأزهر لكن الشيخ عُزل عنها، إذ لم يحتمل الطغاة له ذلك.
- عين أستاذاً في التفسير في كلية الدعوة وأصول الدين، وكلية اللغة العربية في الجامعة الإسلامية في المدينة المنورة النبوية.
- عضو لجنة السنة بمجمع البحوث.

## مؤلفاته
للشيخ عدد من المصنفات منها:
- كتاب «المنطق الواضح» في علم المنطق، في جزأين.
- «التربية في كتاب الله». دار الاعتصام
- «الإسلام والصحة». دار القلم والكتاب
- «الإسلام وأثره في نهضة الشعوب». دار الاعتصام
- «الرسالة المحمدية وشواهدها» ويعده أهم مؤلف له. دار القلم والكتاب
- «صيحة الحق». دار القلم والكتاب
- وحقق مجموعة من كتب التراث.
- وللشيخ شعر منشور في بعض الكتب والمقالات، ولا بأس به.

## وفاته
كانت وفاة الشيخ بتاريخ 6 من صفر 1418هـ الموافق 12 من يونيو 1997م ودفن في مصر، رحمه الله تعالى وغفر لنا وله..